# The Hive Stadium
Il The Hive Stadium è un impianto sportivo situato ad Harrow nel nord-ovest di Londra. Lo stadio viene usato principalmente per le gare casalinghe del Barnet.